# 이반 도르슈너
이반 도르슈너(Ivan Dorschner, 1990년 9월 21일 ~ )는 필리핀계 미국인의 배우이자 모델이다.

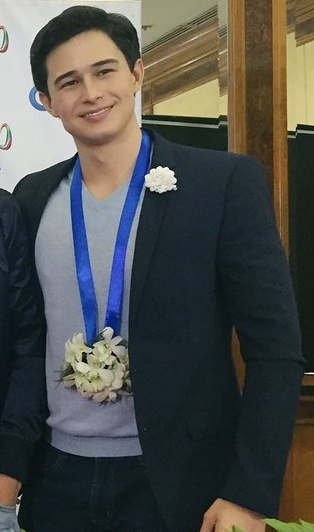
2016년 모습.